# توني جينجراس
توني جينجراس هو لاعب هوكي جليد كندي، ولد في 20 أكتوبر 1876 في St. Boniface, Winnipeg ‏ في كندا، وتوفي في 27 أبريل 1937.